# NGC 942
NGC 942 je galaksija u zviježđu Kit.

## Vanjske poveznice
- SEDS: NGC 942